# 花沢徳衛
花沢 徳衛（はなさわ とくえ、1911年10月18日 - 2001年3月7日）は、日本の俳優。別表記；花澤  徳衛。東京市神田区福田町（現在の東京都千代田区）生まれ。美術協会会員。

## 来歴・人物
渋谷大向尋常小学校を5年で中退し、指物師として修行を開始（1932年には花沢美術家具研究所を設立）。1933年に洋画家を目指して大阪へ行き、斎藤与里に師事、家具職人をしながら洋画を勉強する。が、絵だけでは生計を立てることが出来ず、俳優を目指して1936年に京都のJ.Oスタジオ（後の東宝）の俳優養成所に入所。
1937年に『権三と助十』で映画デビュー。戦後は東宝争議に参加し、表門の防衛隊長を務めた。争議の終結後、フリーとなり、1950年の東京映画俳優協会の結成に尽力。
独立プロ作品に多く出演し、その後は『警視庁物語』シリーズで刑事役を演じた。
テレビドラマでは『おはなはん』の祖父役で全国的な人気を得る。
絵の腕前はプロ級で、美術展にも入選しており、自らの個展も開いていた。
2001年3月7日午前10時59分に前立腺癌のため代々木病院で死去。89歳没。死に際し、山田洋次からは「自分の考えや感性を貫いており、いい意味の頑固な役がよく似合った、貴重な俳優だった」とコメントされ、頑固な中高年役を得意としていた。
日本共産党の党員でもあり、党歴は50年を越えた。各種選挙で候補者の推薦人になり、しんぶん赤旗紙上にたびたびコメントを寄せ掲載された。刊行したエッセイ著作は、しんぶん赤旗に連載したコラム記事や週刊誌などに寄稿したものへ加筆と新たに書き下ろした原稿（内容は時代描写に思い出等の自叙伝、役者としての矜持や仲間への述懐など）、自らの筆による挿絵で纏めて構成したものである。
声優の野島昭生の結婚式の仲人をしていた。

## 出演

### 映画
- 権三と助十 （1937年、東宝）
- 伊太八縞 （1938年、東宝）
- ハワイ・マレー沖海戦 （1942年、東宝） - 森岡二整曹[4]
- 三十三間堂通し矢物語（1945年、東宝） - 浪人
- 浦島太郎の後裔（1946年、東宝） - 放送員
- 銀嶺の果て（1947年、東宝） - 泥酔した温泉客
- 四つの恋の物語（1947年、東宝） - 伝田
- 戦争と平和（1947年、東宝）
- 女優（1947年、東宝）
- 第二の人生（1948年、東宝） - 機関士西村
- 女の一生（1949年、東宝）
- 青い山脈（1949年、東宝） - 百姓
- 殺人者の顔（1950年、東宝） - ハゲの男
- 暴力の街（1950年） - 床屋
- 日本戦歿学生の手記 きけ、わだつみの声 （1950年、東横映画） - 鶴田上等兵
- 軍艦すでに煙なし（1950年、新映画社） - チビ
- どっこい生きてる（1951年、前進座） - トラックの男
- 母なれば女なれば（1952年、キヌタ・プロ）
- 箱根風雲録（1952年、新星映画）
- 真空地帯（1952年、北星）
- 蟹工船（1953年、現代ぷろ） - 木下
- 女ひとり大地を行く（1953年、日本炭鉱労働組合）
- 思春の泉 （1953年、新東宝）
- 赤い自転車（1953年、第一映画） - 源田
- 太陽のない街（1954年、新星映画） - 組の男
- 勲章（1954年、俳優座）
- ともしび（1954年、キヌタ・プロ） - 村長
- どぶ（1954年、近代映画協会） - 几
- 終電車の死美人（1955年、東映） - 甲田刑事
- 狼（1955年、近代映画協会）
- 浮草日記（1955年、山本プロ） - 市川弥太
- 警視庁物語シリーズ（東映）
  - 警視庁物語 逃亡五分前（1956年） - 林刑事
  - 警視庁物語 魔の最終列車（1956年） - 林刑事
  - 警視庁物語 追跡七十三時間（1956年） - びっこのもぐり医者
  - 警視庁物語 上野発五時三十五分（1957年） - 林刑事
  - 警視庁物語 夜の野獣（1957年） - 林刑事
  - 警視庁物語 七人の追跡者（1958年） - 林刑事
  - 警視庁物語 魔の伝言板（1958年） - 林刑事
  - 警視庁物語 顔のない女（1959年） - 林刑事
  - 警視庁物語 一〇八号車（1959年） - 林刑事
  - 警視庁物語 遺留品（1959年） - 林刑事
  - 警視庁物語 深夜便一三〇列車（1960年） - 林刑事
  - 警視庁物語 血液型の秘密（1960年） - 林刑事
  - 警視庁物語 聞き込み（1960年） - 林刑事
  - 警視庁物語 不在証明（1961年） - 林刑事
  - 警視庁物語 十五才の女（1961年） - 林刑事
  - 警視庁物語 十二人の刑事（1961年） - 林刑事
  - 警視庁物語 謎の赤電話（1962年） - 林刑事
  - 警視庁物語 十九号埋立地（1962年） - 林刑事
  - 警視庁物語 ウラ付け捜査（1963年） - 林刑事
  - 警視庁物語 全国縦断捜査（1963年） - 林刑事
  - 警視庁物語 十代の足どり（1963年） - 林刑事
  - 警視庁物語 自供（1964年） - 林刑事
  - 警視庁物語 行方不明（1964年） - 林刑事
- 若さま侍捕物帖 魔の死美人屋敷（1956年、東映） - とん平
- あなた買います（1956年、松竹） - 栗田米次
- どたんば（1957年、東映） - 伴野多吉
- 点と線 （1958年、東映） - 果物屋の親爺
- 森と湖のまつり  (1958年、東映) ‐川口館主人
- 裸の太陽（1958年、東映） - ちょびひげの男
- 赤い陣羽織（1958年、松竹） - 勘六
- 空港の魔女（1959年、東映） - タクシー運転手
- 七つの弾丸（1959年、東映） - 江東タクシー配車係
- 多羅尾伴内 七つの顔の男だぜ （1960年、東映） - 宋老人
- 白い崖（1960年、東映） - 宮原
- 大いなる旅路（1960年、東映） - 雪の駅の駅長
- 大いなる驀進（1960年、東映）
- ファンキーハットの快男児シリーズ（1961年） - 天下清助 
  - ファンキーハットの快男児（ニュー東映）
  - ファンキーハットの快男児 二千万円の腕（東映）
- 宮本武蔵シリーズ（東映） - 青木丹左衛門 
  - 宮本武蔵（1961年）
  - 宮本武蔵 一乗寺の決斗（1964年）
- あれが港の灯だ（1961年、東映）
- 俺が地獄の手品師だ（1961年、東映） - 竹森老管理人
- 悪魔の手毬唄 （1961年、東映） - 放庵
- 無宿者シリーズ（ニュー東映）
  - アマゾン無宿 世紀の大魔王（1961年） - 精神病院の患者
  - ヒマラヤ無宿 心臓破りの野郎ども（1961年） - 社会部長
- 水戸黄門 助さん格さん大暴れ（1961年、東映） - 喜十郎
- 天草四郎時貞（1962年、東映） - 与三右衛門
- 丹下左膳 乾雲坤竜の巻（1962年、東映） - 中村大膳
- 柔道一代 （1963年、東映） - 朝舜和尚
- 死闘の伝説（1963年、松竹） - 山ノ助
- 悪名シリーズ（大映）
  - 悪名市場 （1963年） - 菱屋
  - 悪名無敵 （1965年） - 元締
- 馬鹿まるだし（1964年、松竹） - 浄閑和尚
- 拝啓総理大臣様（1964年、松竹） - 浴場主任松本
- 続隠密剣士（1964年、東映） - 蟹江夢斎
- 馬鹿が戦車でやって来る （1964年、松竹） - 仁右衛門
- 怪談（1965年、東宝） - 松造
- 一発かましたれ （1965年、東映）
- 冷飯とおさんとちゃん（1965年、東映） - 中井岡三郎
- にっぽん泥棒物語（1965年、東映） - 菊池浩一
- 俺たちの恋 (1965年、松竹)
- 泣かせるぜ （1965年、日活）
- 昭和残侠伝 唐獅子牡丹 （1966年、東映）
- 湖の琴（1966年、東映） - 源八
- 運が良けりゃ（1966年、松竹） - 差配の源兵衛
- 絶唱 (1966年、日活) -小雪の父正造
- 続 浪曲子守唄（1967年、東映） - 山崎
- 喜劇 大風呂敷 （1967年、日活）
- ドレイ工場 （1968年、「ドレイ工場」製作上映委員会） - 宇野組長
- 日本の青春（1968年、東宝） - 遠山正介
- 赤毛 （1969年、三船プロ / 東宝）
- 喜劇 女は度胸 （1969年、松竹）
- 家族（1970年、松竹） - 高利貸チンケ
- 男はつらいよ フーテンの寅 （1970年、松竹） - 父清太郎
- 新座頭市・破れ!唐人剣 （1971年、ダイニチ映配）
- 無宿人御子神の丈吉 牙は引き裂いた （1971年、東宝）
- 喜劇 女は男のふるさとヨ （1971年、松竹） - 徳田刑事
- 喜劇 女売出します （1972年、松竹）
- どぶ川学級 （1972年、「どぶ川学級」製作上映委員会）
- 華麗なる一族（1974年、東宝） - 中川留市
- 必殺仕掛人 春雪仕掛針（1974年、松竹） - 瀬音の小兵衛
- 神田川（1974年、東宝） -老書房主
- 砂の器（1974年、松竹） - 三木の同僚安本
- 潮騒 （1975年、東宝）
- 絶唱 （1975年、東宝）
- 脱走遊戯 （1976年、東映） - 奥垣松夫
- 愉快な極道 （1976年、東映）
- 天保水滸伝 大原幽学（1976年、富士映画） - 長兵衛
- 八甲田山（1977年、東宝） - 滝口伝蔵
- 八つ墓村 （1977年、松竹） - 磯川警部
- 東京大空襲 ガラスのうさぎ （1979年、共同映画） - 役場の吏員
- 衝動殺人 息子よ （1979年、松竹） - 益田常吉
- 刑事物語 （1982年、東宝）
- 陽暉楼 （1983年、東映） - 勘兵ヱ
- ふるさと（1983年、こぶしプロ） - 雑貨屋
- 薄化粧 （1985年、松竹）
- 塀の中の懲りない面々 （1987年、松竹）
- ビー・バップ・ハイスクール 高校与太郎行進曲（1987年、東映） - 待合室のおじさん
- あいつに恋して（1987年）
- 釣りバカ日誌3 （1990年、松竹） - 松造
- 豪姫 （1992年、松竹） - 老僕
- 私を抱いてそしてキスして（1992年、東映）
- 月光の夏（1993年） - 特攻隊員の遺族
- さくら （1994年、ヘラルド・エース）
- 東京夜曲 （1997年、松竹富士） - 朝倉の父

### テレビドラマ
- 少年ケニヤ（1961年 - 1962年、NET / 東映）
- 松本清張シリーズ・黒の組曲 第24話「弱味」（1962年、NHK総合） - 北沢
- ヘッドライト 第2話「渇ける者」（1962年、NTV / 東映）
- 大河ドラマ（NHK総合）
  - 太閤記 （1965年） - ごんぞ
  - 樅ノ木は残った （1970年） - 与五兵衛
  - 黄金の日日 （1978年） - 才蔵
  - 草燃える （1979年） - 大庭景義
  - 峠の群像 （1982年、NHK） - 房五郎
- ザ・ガードマン （TBS / 大映テレビ室）
  - 第26話「黒い香水」（1965年）
  - 第162話「一億円交響楽」（1968年）
  - 第236話「喜劇・いらっしゃいませ集団万引様」（1969年）
  - 第290話「荒野の大列車襲撃」（1970年）
  - 第308話「結婚サギ師 責任とってもらいます！」（1971年）
  - 第317話「恋人を殺して姉弟心中」（1971年）
- 連続テレビ小説（NHK総合）
  - おはなはん （1966年） - 速水襄介
  - はね駒 （1986年） - 越後屋勘兵衛
  - ひらり （1992年 - 1993年） - 深川金太郎
- 刑事さん （1967年 - 1968年、NET / 東映） - 林部長刑事
- 木下恵介アワー（TBS）
  - もがり笛 （1967年 - 1968年） - 幸助
  - たんとんとん （1971年） - 堀田
  - 思い橋 （1973年） - 中西鶴吉
- 特別機動捜査隊 第362話「車椅子」（1968年、NET / 東映）－ 谷川老人 ※友情出演
- ポーラテレビ小説（TBS）
  - パンとあこがれ （1969年）
  - 吉井川 （1972年） - 市兵衛
  - おりん （1972年） - 金井忠作
- 遠山の金さん捕物帳 第5話「夢を慕う女」（1970年、NET / 東映） - 七兵衛
- 鬼平犯科帳 第1シリーズ（1970年、NET /東宝）第30話「盗法秘伝」- 伊砂の善八
- 火曜日の女シリーズ  逃亡者－この街のどこかで－（1970年、大映テレビ室・日本テレビ） -久保刑事
- 大忠臣蔵 第29話「浪速に散った恋」（1971年、NET / 三船プロ） - 密偵・朴兵衛
- おらんだ左近事件帖 第17話「お祭り安吉」（1972年、CX / 東宝） - 安吉
- パパと呼ばないで （1972年 - 1973年、NTV / ユニオン映画） - 金造
- お祭り銀次捕物帳 第16話「殺し屋が来た」（1972年、CX / 東映）
- 恐怖劇場アンバランス 第7話「夜が明けたら」（1973年、CX / 円谷プロ） - 八坂
- 子連れ狼 第1部 第11話「三途の川の乳母車」（1973年、NTV / ユニオン映画） - 音蔵
- どっこい大作 第43話「あった! 幻のパン!?」（1973年、NET / 東映） - 山岸達造
- 必殺シリーズ （ABC / 松竹）
  - 助け人走る 第4話「島抜大海原」（1973年） - 三左衛門
  - 新・必殺仕置人 第19話「元締無用」（1977年） - さそりの弥八
  - 必殺からくり人・富嶽百景殺し旅 第5話「本所立川」」（1978年） - 隼の俊次
- 狼・無頼控 第12話「大江戸の鷹」（1973年、MBS / 大映テレビ）
- 伝七捕物帳 （NTV / ユニオン映画）
  - 第14話「誓いの舞扇」（1974年）- 平吉
  - 第65話「勘太 西へ参りまする」（1975年）- 天満の善助
  - 第127話「悲涙の密告」（1976年） - 仁兵衛
  - 第148話「実る情けの職人気質」（1977年） - 喜八
- 唖侍 鬼一法眼 第18話「野盗と花と子供たち」（1974年、NTV / 勝プロ)
- アイフル大作戦 第54話「仁義ある戦い」（1974年、TBS / 東映） - 金庫破り・亀田利平 役
- 水戸黄門（TBS / C.A.L）
  - 第5部 第17話「酔いどれ用心棒 -松山-」（1974年7月29日） - 牛方
  - 第7部 第29話「花嫁になったお新 -飯田-」（1976年12月6日） - 幸八
  - 第8部 第24話「裏切り武士道 -宇和島-」（1977年12月26日） - 巳之吉
  - 第11部 第11話「父子つないだ頑固そば -盛岡-」（1980年10月27日） - 清兵衛
  - 第14部 第37話「野望を断った天下の名刀 -高松-」（1984年7月9日） - 源兵衛
  - 第16部 第7話「花火にかけた父娘の意地 -岡崎-」（1986年6月9日） - 治平
- ぶらり信兵衛 道場破り 第47話「当らぬも八卦」（1974年、CX / 東映）
- 太陽にほえろ! 第114話「男の斗い」（1974年、NTV / 東宝） - タレコミ屋・城所信一
- 右門捕物帖 第26話「人質」（1974年、NET / 東映） - 釘抜きの勘三
- 賞金稼ぎ 第3話「獄門台のガンマン」（1975年、NET / 東映） - 黒笠の久三
- 大岡越前（TBS / C.A.L） - 大家六兵衛 
  - 第4部 第23話「持った病の人助け」（1975年3月10日）
  - 第6部 第16話「因業大家と人情大工」（1982年6月21日）
  - 第7部 第21話「母は天下の御意見番」（1983年9月12日）
  - 第8部 第7話「意地比べ江戸っ子気質」（1984年9月3日）
  - 第11部 第6話「鱈に当たった変な奴」（1990年5月28日）
- 新宿警察（1975年 - 1976年、CX / 東映） - 徳田刑事
- 十手無用 九丁堀事件帖 第7話「盗っ人仁義」（1975年、NTV / 東映） - 闇の市介
- 痛快! 河内山宗俊 第7話「御祝儀放免」（1975年、CX / 勝プロ） - 大工棟梁・源三
- 夜明けの刑事 （TBS / 大映テレビ）
  - 第52話「哀しみの蒸気機関車はふるさとを走る!!」（1975年） - 中川機関士
  - 第64話「たいやきブームに殺された女子高校生?」（1976年） - 早坂
  - 第99話「命を賭けた結婚式」（1976年）
- 俺たちの旅 第15話「男の心はかよいあうのです」（1976年、NTV / ユニオン映画） - ガラス職人・田所
- ベルサイユのトラック姐ちゃん 第7話「恋とダイヤに御用心」（1976年、NET / 東映）
- 愛のサスペンス劇場 / 愛が見えますか… （1976年、NTV / 東京映画）
- 遠山の金さん 杉良太郎版（NET/東映） 
  - 第23話「悪夢を吹きはらえ‼」（1976年）-夢枕の五郎蔵
  - 第88話「じゃじゃ馬姫と贋奉行」（1977年）-六左衛門
- 銀河テレビ小説（NHK総合）
  - 幻のぶどう園（1976年） - 小松茂吉
- 新・座頭市 （CX / 勝プロ）
  - 第1シリーズ 第17話「母子道に灯がともる」（1977年） - 卯平
  - 第2シリーズ 第12話「雨あがり」（1978年） - 六文屋
- 江戸を斬るIII 第7話「殺しの爪痕」（1977年、TBS / C.A.L） - 松五郎
- 気まぐれ本格派 （1977年 - 1978年、NTV / ユニオン映画） - 神主・若杉貞仁
- 土曜ドラマ 鎌田敏夫シリーズ / 十字路 第一部第2話「出雲編 故郷」（1978年、NHK総合）
- 達磨大助事件帳 第21話「還って来た幸福」（1978年、ANB / 前進座 / 国際放映） - 作兵衛
- 新幹線公安官 第2シリーズ 第6話「レイテ爺さんの始発駅」（1978年、ANB / 東映）
- 大空港 第14話「いのち炎の如く 梶警部の最期!」（1978年、CX / 松竹） - 木塚
- 西遊記 第15話「鳥葬! 悪魔のいけにえ」（1979年、NTV / 国際放映） - 道順
- 吉宗評判記 暴れん坊将軍 第51話「魚河岸の花嫁」（1979年、ANB / 東映） - 市兵衛
- 大江戸捜査網 （12ch / 三船プロ）
  - 第378話「怪盗組織の罠を暴け」（1979年） - 小指の吉兵衛
  - 第485話「花嫁絶唱お父っつあんの唄」（1981年） - 茂三
- 特捜最前線 （ANB / 東映）
  - 第111話「ラジオカセットのある殺人風景!」（1979年） - 結城金次郎
  - 第237話「木枯らしや…」（1981年） - 宮坂
  - 第455話「絆・ミッドナイトコールに殺しの匂い!」（1986年）
- Gメン'75 第212話「変質者」（1979年、TBS / 東映） - 元捜査1課警部・朝倉
- 少年ドラマシリーズ / 七瀬ふたたび （1979年、NHK総合）
- 新五捕物帳 第68話「見習同心の傷跡」（1979年、NTV / ユニオン映画） - 松前源兵衛
- 新・江戸の旋風 第14話「行け! 三十俵二人扶持」（1980年、CX / 東宝） - 風間伝左衛門
- 御宿かわせみ （1980年 - 1982年、NHK総合） - 嘉助
- 土曜ワイド劇場
  - 死刑執行五分前・息子は犯人じゃない!（1981年、ABC / 東映） - 木島孫作
- 鬼平犯科帳 (萬屋錦之介) 第3シリーズ　第2話「兇賊」（1982年、テレビ朝日） - 鷺原の九平
- 同心暁蘭之介 第40話「火祭り変化」（1982年、CX / 杉友プロ）
- ビゴーを知っていますか （1982年、NHK総合） - 伊吉
- 源さん（1983年、NTV）
- 宇宙刑事シャリバン 第19話「魔境岬に一人立つ神秘の少女」（1983年、ANB / 東映）
- 裸の大将 （KTV / 東阪企画）
  - 第12話「ヨメ子は天女になったので」（1983年） - 源吉
  - 第31話「下駄の鳴る丘」（1989年） - 佐々木徳次
  - 第42話「清と老人と海と」（1990年） - 磯吉
- 大奥 第35話「運の悪い女たち」・第36話「密会」（1983年、KTV / 東映） - 中井伝蔵
- 雨ふりお月さん 私に日本語下さい（1984年10月27日、NHK総合） - 飯田老人
- 西部警察 PART-III 第58話「さらば老兵」（1984年、ANB / 石原プロ） - 長野県警・権藤刑事
- 流れ星佐吉 第25話「川がつけた大決着」（1984年、KTV / 松竹）
- 月曜ドラマランド / 「意地悪ばあさん GO!GO!!ハワイの巻」（1984年、CX / テレパック）
- 忍の一字（1985年3月23日、NHK総合） - 清兵衛
- 暴れ九庵 第16話「やがて愉快な居候」（1985年、KTV / 東宝） - 山辺玄庵
- ただいま絶好調! 第3話「俺はロッキーだ」（1985年、ANB / 石原プロ）
- 迷宮課刑事おみやさん 第2話「5年前の行きずり殺人が今日…」（1985年、ABC / アズバーズ） - 銀三
- 真田太平記 （1985年 - 1986年、NHK総合） - 横沢与七
- 京都かるがも病院 第4話「それは祇園祭りの日だった」（1986年、ANB / 東映）
- イキのいい奴 （1987年、NHK） - 菊田
- ジャングル 第2話「バラバラ事件・その2」（1987年、NTV / 東宝） - ゲンジ
- 傑作時代劇 「へそまがり新左 嫁姑、婿とり合戦」（1987年、テレビ朝日）
- 木曜ゴールデンドラマ
  - 「帰郷」（1988年、読売テレビ）
- 続・三匹が斬る! 第5話「忠犬と力丸、娘十八盗っ人稼業」（1989年、ANB / 東映） - 力丸
- 木曜ゴールデンドラマ / 「松本清張の老春」（1990年、YTV / 松竹） - 太田重吉
- 名奉行 遠山の金さん 第3シリーズ 第6話「謎の美人幽霊」（1990年、ANB / 東映） - 源八 役
- 鬼平犯科帳（CX / 松竹）
  - 第2シリーズ 第10話「女賊」（1991年） - 瀬音の小兵衛
  - 第3シリーズ 第14話「二つの顔」（1992年） - 与平
- 銭形平次 第1シリーズ 第1話「九尾の狐」（1991年、CX / 東映） - 辰蔵
- 大逆襲! 四匹の用心棒 （1991年、ANB / 東映） - 作兵衛
- 月曜ドラマスペシャル / 忠治旅日記 （1992年、TBS） - 市兵衛
- 豆腐屋直次郎の裏の顔 第3話「老人ホームを救え! 強盗大作戦」（1992年、ABC / アズバーズ） - 辰巳周五郎
- 腕におぼえあり 第8話「代稽古」（1992年、NHK総合）- 堀部弥兵衛
- 遠山金志郎美容室 （1994年、NTV） - 斉藤
- 火曜サスペンス劇場/ 京都殺人街道シリーズ 京都近江殺人街道 （1994年、NTV / 松竹）
- ナニワ金融道 PART1 （1996年、フジテレビ） - 孫請国正
- いらっしゃい （1996年、NHK総合） - 御成潤三郎
- コラ!なんばしよっと3（1997年、NHK総合）

### 劇場アニメ
- 安寿と厨子王丸（1961年） - 安藤左内[5]
- わんわん忠臣蔵 （1963年、東映動画） - 野良犬A[6]

### ドキュメンタリー
- NHK特集「老優たちの日々」（1986年6月15日、NHK総合）[7]

### バラエティ
- クイズ面白ゼミナール （NHK総合）

## 著書
- 『花沢徳衛の恥は書き捨て』（1986年、新日本出版社）ISBN 978-4406013765
- 『幼き日の街角』（1987年、新日本出版社）ISBN 978-4406015097
- 『芝居は無学の早学問』（1994年、近代文芸社）ISBN 978-4773326185
- 『脇役誕生』（1995年、岩波書店）ISBN 978-4000026277